# Camilo Alonso Vega
Camilo Alonso Vega (Ferrol, province de La Corogne, 29 mai 1889 - Madrid, 1er juillet 1971) est un militaire, capitaine général de l'Armée espagnole, qui a participé à la guerre civile du côté nationaliste et a occupé par la suite de hauts postes durant la dictature militaire, comme celui de ministro de la Gobernación (ministre de l'Intérieur) (es).

## Biographie
Ami intime du général Franco et compagnon de promotion militaire (1907-1910) à l'Académie d'infanterie de Tolède (es) — qui à cette époque était commandée par le colonel José Villalba Riquelme —, il a participé à la guerre du Rif. Vétéran des campagnes africaines de 1912, il était officier de la Légion espagnole en 1920.

## Soulèvement national
En 1936, il était lieutenant-colonel de l'Infanterie et chef de bataillon de la garnison de Vitoria, cité qui a rejoint résolument le soulèvement militaire à l'origine de la guerre civile. Vega a dirigé le soulèvement militaire réussi à Alava et a mené la répression qui s'est ensuivie contre les fidèles de la République.
À la tête de la colonne qui portait son nom, il s'est distingué en la défense de Villarreal de Álava, où il a été blessé pour la première fois. Il a pris ensuite le commandement de la IVe brigade de Navarre transformée à la fin de la campagne du Nord en IVe division de Navarre, participant activement à toutes les grandes batailles de la guerre d'Espagne : bataille de Brunete; bataille de Teruel; Offensive d'Aragon; Maestrazgo; Levant espagnol; Bataille de l'Èbre et Offensive de Catalogne.
Le 1er avril 1938, l'avant-garde de la IVe division de Navarre commandée par Camilo Alonso Vega a rejoint la Méditerranée à hauteur du rivage de Vinaròs. Ainsi a été atteint l'objectif qui visait à couper l'Espagne républicaine en deux.

## Après-guerre
- Promu général de brigade, après la fin de la guerre d'Espagne.
- 1939 Nommé sous-secrétaire de l'Armée de terre.
- 1940 Nommé Chevalier de l'ordre de Saint-Lazare de Jérusalem avec le grade de grand-croix.
- 1942 Nommé procureur aux Cortes jusqu'en 1969.
- 1943 Nommé directeur général de la Garde civile, jusqu'en 1955, luttant contre les maquis dirigés par le communiste Santiago Carrillo.

## Parlementaire
Procureur (es) aux Cortes (membre du Parlement) en vertu de sa condition de Conseiller national durant la 1re Législature des Cortes Espagnoles (ca).

## Capitaine général
En 1969, il a été élevé au grade de capitaine général, grade militaire suprême que seuls ont pu atteindre le général Franco et Agustín Muñoz Grandes.